# جورج هارون بارتون
جورج هارون بارتون هو مؤرخ كندي، ولد في 1859، وتوفي في 1942.